# سان جرگوریو دی کاتانیا
سان جرگوریو دی کاتانیا (به ایتالیایی: San Gregorio di Catania) یک کومونه در ایتالیا است که در استان کاتانیا واقع شده‌است. سان جرگوریو دی کاتانیا ۵٫۶ کیلومتر مربع مساحت و ۱۱٬۲۳۰ نفر جمعیت دارد و ۳۲۱ متر بالاتر از سطح دریا واقع شده‌است.